# Marnix Gijsen

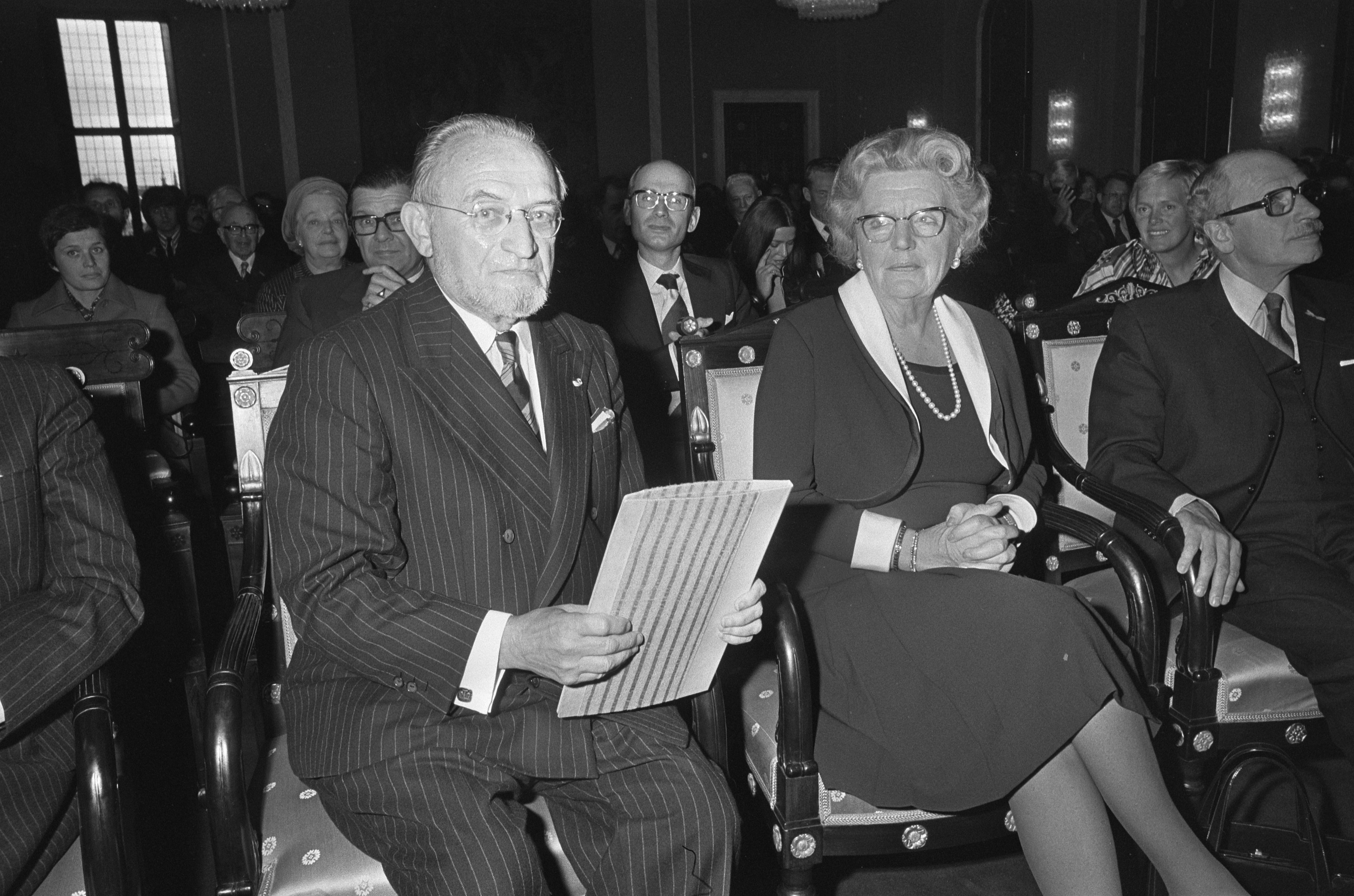
Marnix Gijsen in 1974 bij de uitreiking van de Prijs der Nederlandse Letteren. Midden: koningin Juliana

Marnix Gijsen, pseudoniem van Joannes Alphonsius Albertus (Jan-Albert, sinds 1975: baron) Goris (Antwerpen, 20 oktober 1899 – Lubbeek, 29 september 1984), was een Belgische schrijver. Zijn pseudoniem komt van Filips van Marnix van Sint-Aldegonde en de achternaam van zijn moeder Euphrasia Gijsen.

## Levensloop

### Eerste Belgische periode (1899-1939)

#### Afkomst
Jan-Albert Goris werd geboren tijdens de Belle époque op 20 oktober 1899 in Antwerpen als tweede zoon in een kleinburgerlijk gezin. Vader Jan-Baptist Goris (1861-1918) was een schoenmaker die zich had opgewerkt tot natiebaas aan de haven. Moeder Euphrasia Gijsen (1865-1961) was, in tegenstelling tot haar zachtaardige echtgenoot, een mistroostige, dominante huisvrouw die rouwde om het verlies van haar dochtertje Alice dat al acht weken na haar geboorte was gestorven. Een jaar later werd Albert-Jan meteen na zijn problematische geboorte voor zijn opvoeding uitbesteed, naar eigen zeggen "verbannen", aan het arbeidersgezin van zijn grootouders langs moederszijde op het platteland in Schoten. Zijn verblijf 'bij den boer' zou bij 'Bert' nadien een diepe afkeer voor het dialect opwekken. Pas bij zijn terugkomst in het ouderlijke gezin drie jaar later leerde 'Bert' zijn vier jaar oudere broer en toekomstig ondernemer René kennen. Beide broers werden door hun moeder streng katholiek opgevoed waarbij vooral Albert-Jan leed aan het stilzwijgend verwijt van zijn moeder dat hij geen meisje was. Uit dit gebrek aan affectie zou Marnix Gijsen een schuldgevoel en geldingsdrang ontwikkelen dat hem zijn leven lang beheerste.

#### Opleiding
Vanaf 1912 was Albert-Jan Goris scholier in de Franstalige middelbare handelsschool Saint Ignace te Antwerpen en vanaf 1916 in de hogere afdeling (de latere UFSIA) van die instelling. In 1917 verliet hij de school vrijwillig. Kort daarna publiceerde hij het vlaamsgezinde pamflet Studenten oordeelt! waarin hij de vernederlandsing van de school eiste. In datzelfde jaar nam hij samen met onder meer Paul van Ostaijen deel aan een betoging tegen de francofiele Kardinaal Mercier. Hij werkte mee aan het activistische weekblad De Eendracht en beschouwde zichzelf ook als een activist.
In 1925 promoveerde hij aan de Katholieke Universiteit Leuven tot doctor in de geschiedenis en ethiek - zonder klassieke humaniora diploma kon men geen gewoon doctoraat in de  geschiedenis halen - met een studie over de economische geschiedenis van Antwerpen ('Étude sur les colonies marchandes méridionales à l'histoire des débuts du capitalisme moderne'). Hij ging verder studeren aan de Universiteit van Parijs en de London School of Economics. In hetzelfde jaar verscheen in de dichtbundel Het huis onder meer het huldegedicht Tijdzang voor Herman van den Reeck † 1920 ter ere van  de 'martelaar voor Vlaanderen' Herman Van den Reeck, de jonge communistische flamingant die werd neergeschoten door de politie bij een betoging in 1920. Op 22 januari 1929 trad hij in het huwelijk met Julia de Bie (1889-1983), zijn eerste echtgenote en Suzanna-personage in Het boek van Joachim van Babylon, van wie hij in 1946 feitelijk en in 1976 officieel scheidde.

#### Loopbaan
In de loop van de jaren twintig ging hij zich echter nadrukkelijker distantiëren van wat hij de "kleine kantjes van het romantisch flamingantisme" noemde, dat hij te negativistisch vond. Door zijn definitieve verwerping van het politiek flamingantisme in 1927 werd de meer minimalistisch en materialistisch georiënteerde Gijsen het voorwerp van bijtende spot van (radicale) maximalistische Vlaams-nationalisten zoals Floris Couteele (Dagboek van een arrivist), zijn vriend en oorspronkelijke mentor. In een scherpe, uiteindelijk zelfs vijandige polemiek, in de lente van dat jaar al uitgelokt door Marcel Cordemans van De Standaard, verweet Couteele hem arrivisme en verraad van zijn jeugdidealen ten voordele van zijn (academische) carrière.In een interview met het Brusselse satirische en anti-Vlaamse magazine Pourqoui Pas? in 1972 betreurde Marnix Gijsen zijn Vlaamse afkomst nog meer dan zijn jeugdig (activistisch) flamingantisme. Op de vraag "Vous-êtes flamingant?" antwoordde hij "Non, je suis flamand, c'est pis".
Van 1928 tot 1933 was hij ambtenaar bij het gemeentebestuur van Antwerpen. Op 1 januari 1933 werd hij door burgemeester Camille Huysmans benoemd tot directeur van de Dienst Schone Kunsten en Propaganda. In 1934 werd Gijsen kabinetschef van Minister van Nijverheid, Middenstand en Binnenlandse Handel Frans Van Cauwelaert, een functie die hij van 1935 tot 1938 zou verderzetten onder minister Philip Van Isacker. In 1939 werd Gijsen als eerste Vlaming benoemd tot commissaris-generaal voor Toerisme, tot groot ongenoegen van de Franstalige pers.

### Amerikaanse periode (1940-1963)
Bij het uitbreken van de Tweede Wereldoorlog verbleef Gijsen in Amerika als adjunct-commissaris-generaal van het Belgisch paviljoen op de wereldtentoonstelling (1939-1940) van New York. Daar leidde hij tot 1964, eerst als directeur, daarna als Belgisch Commissaris voor Informatie, het Belgian Government Information Center. In 1959 werd hij als cultureel attaché benoemd tot gevolmachtigd minister en in 1964 tot ambassadeur. In die periode verzorgde hij elke zaterdagavond De Stem uit Amerika, een wekelijks radiopraatje op de BRT    

### Tweede Belgische periode (1964-1984)
Op 14 augustus 1964 keerde Goris definitief terug naar België en nam zijn intrek in Residence Albert et Léopold aan de residentiële De Meeûssquare in Elsene (nr. 22a), ook wel 'l‘oasis francophone’ genoemd. In 1968 ging hij met pensioen.
In 1975 werd de schrijver in de Belgische erfelijke adel verheven met de persoonlijke titel van baron. Zijn wapenspreuk luidt “Qui transtulit, sustinet”: wie overgeplant is, gedijt toch. Aangezien hij uit zijn beide huwelijken geen kinderen had, stierf het 'adellijke geslacht' met hem uit.
Marnix Gijsen was goed bevriend met SP-politicus Marc Galle, die hem herenigde met  Maria Magdalena ('Leentje') Bambust met wie hij in New York 15 jaar had samengewoond en met wie hij uiteindelijk in 1976 huwde. In 1984 zou Gijsen op zijn sterfbed Galle hebben gevraagd om na zijn dood de zaken van zijn weduwe te behartigen. Galle werd ook aangesteld om het vermogen en het literair archief van de overleden schrijver als een goed huisvader te beheren. In 2000 diende de familie van Leentje Bambust een klacht in tegen Galle wegens misbruik van vertrouwen en verduistering van 2,5 miljoen euro en twee schilderijen van René Magritte. Door het overlijden van Galle in maart 2007 verklaarde de correctionele rechtbank de strafvordering vervallen.
Marnix Gijsen overleed, als Baron Jan-Albert Goris, op 84-jarige leeftijd in het academisch ziekenhuis Pellenberg in Lubbeek op 29 september 1984. Zijn as werd bijgezet op het erepark van de Antwerpse begraafplaats Schoonselhof in Wilrijk. In Elsene kreeg hij 1997 een bronzen borstbeeld van de hand van beeldhouwer Rik Poot.

## Literaire carrière
Marnix Gijsen begon zijn letterkundige carrière als dichter bij de humanitair-expressionistische groep rond het literaire tijdschrift Ruimte. Het avant-garde tijdschrift vormde tevens het contactpunt en forum van een kring van jonge links-progressieve intellectuelen en kunstenaars waar dichters zoals Antoon Jacob, Victor Brunclair, Wies Moens, Gaston Burssens, Karel van den Oever, Paul van Ostaijen, uitgever Eugeen De Bock en grafici zoals Paul Joostens, Jos Léonard, Jan-Frans Cantré, Prosper De Troyer, Jozef Peeters, Floris Jespers en Karel Maes elkaar leren kennen, inspireren en beïnvloeden. In 1920 publiceerde Ruimte zijn bekende gedicht "Loflitanie van de H. Franciscus van Assisië" in dezelfde pathetische stijl van het humanitair expressionisme. Na een studiereis naar de USA schreef hij het verhaal Ontdek Amerika (1927). Gijsen schreef essays over onder meer Karel van Mander (1922), Jozef Cantré (1933) en Hans Memling (1939) en schreef dagelijks literaire kritieken. De schrijver was goed bevriend met de schrijfster Suzanne Lilar.
Tijdens de Tweede Wereldoorlog brak hij definitief met de geloofs- en morele waarden waarmee hij was opgegroeid en nam een steeds sterker wordende agnostisch-stoïcijnse en kosmopolitische levenshouding aan. Die kritische kijk op het katholieke geloof blijkt onder meer uit zijn roman Het boek van Joachim van Babylon. 
In zijn Amerikaanse periode ontpopt Gijsen - die op een nachtelijke autorit door de Amerikaanse midwest uit zijn geloof was gevallen - zich als een productief romanschrijver. Hij publiceerde over zijn Amerikaanse lotgevallen, bijvoorbeeld in de verhalenbundel De diaspora.
De klassieke Gijsen-romans zijn die waarin hij vanuit Amerika terugkijkt op zijn verleden en op Vlaanderen. Zo blikt hij in Telemachus in het dorp (1948) terug op de dagen die hij als kind doorbracht in het geboortedorp van vader: Brasschaat bij Antwerpen. In zijn moderne, heldere en ironische stijl beschrijft hij door de ogen van een kind de machtsstrijd in een dorp voor de Eerste Wereldoorlog. Een kind dat familie is van de drie symbolen van de lokale macht: hoofdonderwijzer, gemeentesecretaris, de priester en dat tussen die drie 'ooms' heen en weer geslingerd wordt. De directe, anekdotische stijl van Marnix Gijsen doet denken aan die van zijn stadsgenoot Willem Elsschot.
Gijsen neemt met zijn roman Het boek van Joachim van Babylon, voor het eerst gepubliceerd in maart 1947 in het ‘Nieuw Vlaams Tijdschrift’, ook een bijzondere plaats in in de Vlaamse literatuurgeschiedenis. Die roman beschrijft de waan van een diepgelovige vrouw, die zo opgaat in haar deugd en godsdienst dat ze eigenlijk grondeloos egoïstisch wordt en haar huwelijk verwoest. De autobiografische roman is in feite een verbitterd, ironisch verslag van zijn als verstikkend ervaren huwelijksleven met zijn eerste vrouw, de preutse Julia de Bie, gepersonaliseerd als de kuise Suzanna. Na een liefde-en kinderloos huwelijk scheidde Gijsen in 1946 feitelijk van de "onbevlekte ontvangenis van Brasschaat", zoals hij zijn godsvruchtige echtgenote in brieven placht te noemen. Met zijn onverwachtse, grimmige afrekening met de christelijke huwelijksmoraal kwam hij weliswaar in botsing met de Katholieke Kerk maar ontving hij ook zeer lovende kritieken van onder meer zijn vriend Gerard Walschap. 'Het Boek van Joachim van Babylon' zou in 1950 de literaire prijs van de provincie Antwerpen ontvangen. Wegens verzet vanuit de katholieke zuil kreeg Gijsen de prijs niet uitgereikt. Door deze commotie en mede onder impuls van Herman Teirlinck zag de alternatieve 'Arkprijs van het Vrije Woord' het levenslicht.
Ook bekend is Klaaglied om Agnes (1951), eveneens een grotendeels autobiografische sleutelroman waarin Gijsen zijn tragische liefde met de tengere, zachtaardige Maria 'Mitty' Rooman (1901-1928) herdenkt. Het boek is een literair eerbetoon aan zijn eerste verloofde en grote geliefde die hij leert kennen tijdens het laatste jaar van de Duitse bezetting. Zij stierf net als het personage Agnes op jonge leeftijd aan de gevolgen van tuberculose in een Zwitsers sanatorium. De beschrijving van het leven en lijden van "mijn kuise bruid, mijn dode zuster, als Eurydice tweemaal verloren", is geïnspireerd op De Toverberg van Thomas Mann. Op 5 oktober 1974 ontving hij de Prijs der Nederlandse Letteren uit handen van de Nederlandse Koningin Juliana.
Zijn diplomatieke loopbaan leverde stof voor Gijsens roman De parel der diplomatie - een divertimento uit 1966, kort na zijn periode als consul-generaal in New York en nadat hij ook korte tijd ambassadeur in Washington was geweest. De hoofdpersoon in deze roman, Jonkheer Philips Everaert De Turm, bekleedt dezelfde diplomatieke functies in de steden Nueva Eburacum en Potomaco die gelijkenis vertonen met New York en Washington. Zelf zou Gijsen in 1966, tijdens een literair banket ter ere van Hubert Lampo en hemzelf, verklaren dat hij vooral door het schrijven van toespraken voor zijn superieuren tijdens zijn ambtenarenbestaan zijn vaardigheden ontwikkelde: zijn "onuitgegeven werk" zou daardoor zelfs veel omvangrijker zijn dan zijn gepubliceerde.

## Onderscheidingen
- 1925: Prijs van Amsterdam
- 1932: Ridder in de Orde van Oranje-Nassau
- 1936: Commandeur in de Orde van Oranje-Nassau
- 1947: Ereburger van de stad New York
- 1957: Belgische Staatsprijs voor verhalend proza
- 1969: Belgische Staatsprijs ter bekroning van een schrijverscarrière
- 1971: Grootofficier in de Orde van Oranje-Nassau[15]
- 1974: Prijs der Nederlandse Letteren

## Publicaties
- De XII sonnetten van de schoonheydt van Brederoo (1919)
- Loflitanie van de Heilige Franciscus van Assisi (1920)
- Karel van de Woestijne (1920)
- Breeroo's lyriek (1922)
- Karel Van Mander (1922)
- Etude sur les colonies marchandes méridonales à Anvers de 1488 à 1567 (1925)
- Ontdek Amerika (1927)
- Odysseus achterna (1930)
- Ons volkskarakter, een poging tot inzicht (1932)
- Vlaamsche verzen van dezen tijd, verz. en ingel. door Marnix Gijsen en R. Herreman (1934), Bigot en Van Rossum, Amsterdam, De uilenreeks no. 5, 79 p, 19 cm[16]
- Lierre (1935)
- Breviarium der Vlaamsche lyriek (1937)
- Jozef Cantré, houtsnijder (1937)
- Hans Memlinc te Brugge (1939)
- Journal de voyage de A. Duerer (1939)
- Lof van Antwerpen. Hoe reizigers Antwerpen zagen van de XVe tot de XXe eeuw (1940)
- De literatuur in Zuid-Nederland sedert 1830 (1940)
- Peripatetisch onderricht, deel I (1941)
- Peripatetisch onderricht, deel II (1942)
- Vlaamsche Verzen (samen met R. Herreman) (1942)
- Belgium in Bondage (1943)
- Vlaamse lyriek. Van Gezelle tot 1940 (1944)
- The miracle of Beatrice (inleiding) (1944)
- Strangers should not whisper (1945)
- Du génie flamand (1945)
- The liberation of Belgium (1945)
- Rubens in America (1945)
- The growth of the Belgian nation (1946)
- Belgian letters ; a short survey of creative writing in the French and Dutch languages in Belgium (1946)
- Over het Vlaamsch genie (vertaling van Du génie flamand door Herman Bossier) (1946)
- Het boek van Joachim van Babylon (1947)
- Modern sculpture in Belgium (1948)
- Telemachus in het dorp (1948)
- De man van overmorgen (1949)
- Portraits of Flemish Masters in American collections (1949)
- Drawings by modern Belgian artists (1951)
- Goed en kwaad (1950)
- Klaaglied om Agnes (1951)
- De vleespotten van Egypte, een sotternij (1952)
- De kat in de boom (1953)
- Van een wolf die vreemde talen sprak (1953)
- De lange nacht (1954)
- Wat de dag meebrengt (1954)
- De oudste zoon (1955)
- Schrijvers en schilders (1955, samen met W.L.M.E. Van Leeuwen)
- Some scholary comments on the saying of the Dutch poet Leo Vroman : Liever heimwee dan Holland  (1955)
- Er gebeurt nooit iets (2 edities in 1956), uitgever: A.A.M. Stols, in linnen band, 162 blz.
- Drie Lydische portretten (1956) (omvattend : Kandaulus, Tuda, Gyges)
- De stem uit Amerika (1957)
- Mijn vriend de moordenaar en andere verhalen (1957) (inbegrepen : Mijn vriend de moordenaar, De boom van goed en kwaad, De ondergang van Nashua Nebraska, Marie-ama van Antwerpen, José es Español)
- Ter wille van Leentje (1957)
- Karel Van den Oever (1958)
- De school van Fontainebleau (1959)
- Lucinda en de lotoseter (1959), uitgeverij A.A.M. Stols, druk: Drukkerij `De IJsel'te Deventer, 192 blz.
- De diaspora (1961) (inbegrepen : Pleidooi voor de monogamie, De perikelen van Bergen op Zoom, De school van Fontainebleau, De nachttrein naar Savannah-Georgia, Verwarde biecht in de Holland Bar, Kaddisj voor Sam Cohn)
- Allengs gelijk de spin (1962) (inbegrepen: Wild en gevogelte, Dessert du Sahara, Vader is een dronkaard, Onze zuster Alice, Zondagmiddag in het stedelijk park, Pijnlijk debuut van een archeoloog, Worstelen in Homerische stijl, O activisme)
- The house by the leaning tree (1963)
- Van een paling die niet wilde sterven (1963)
- Van een kat die te veel pretentie had (1964)
- Candid opinions on sundry subjects (1964)
- Karel Jonckheere (1964)
- De stem uit Amerika : een keuze uit de wekelijkse correspondenties uit Amerika van doctor Jan Albert Goris van 1946 tot 1964 (1965)
- Scripta manent (1965)
- Zelfportret, gevleid, natuurlijk (1965)
- Kroniek der poëzie (1965)
- Harmagedon (1965)
- Van een papegaai die zelfmoord wilde plegen (1966)
- De parel der diplomatie - een divertimento (1966)
- De monoloog van Lydia (1966)
- Helena op Itaca (1968)
- Het paard Ugo (1968)
- Het dier en wij (1968)
- August Van Cauwelaert (1968)
- Het huis (inbegrepen : Kronijk, Het huis, Het blije gebed, Loflitanie van Sint Franciscus van Assisi, Vier gedichten van Joachim) + The house by the leaning tree (1969)
- Marie Gevers (1969)
- De val van Zijne Excellentie Minister Plas (1969)
- Ben jij het, Johan? (1969)
- Een dood konijn (1969)
- Jacqueline en ik (1970)
- Een stad van Heren (1971)
- Biecht van een heiden (1971)
- Een gezellige avond thuis (1971)
- Mi chiamano Mimi (1971)
- De afvallige (1971)
- Weer thuis. Bedenkingen bij de dingen van onze dagen 1968-1972 (1972)
- De grote god Pan (1973) (inbegrepen : Waar, waar is Deborah? - Nostalgie naar het Hazegras, Oostende - De tram naar Blaren - De daghit en de maintenee - Café De Dageraad - In memoriam Mohammed Ali - De Dipenda Cha Cha Cha - De grote god Pan)
- Orpheus (1973)
- Verzamelde verhalen (1974) (Omvattend : Mijn vriend, de moordenaar - De diaspora - Allengs, gelijk de spin - Mi chiamamo mimi - De grote god Pan)
- De biecht van Elza (1974)
- De kroeg van groot verdriet (1974)
- De leerjaren van Jan-Albert Goris (1975)
- Terug van weggeweest (1975)
- Kaddisj voor Sam Cohn (1975)
- De kunstverzameling van ridder van Laer (1975)
- Van een wolf, een kat en een paling (1976)
- Het huis (1976)
- Boze geesten verdrijven (1977)
- A las cinco de la tarde (1977)
- Verzameld werk (Volumes 1, 2, 3, 4, 5, 6) (1977)
- Uit het Brussels getto, berichten 1975-1977 (1977)
- Overkomst dringend gewenst (1978)
- Rustoord (1979)
- Grafzuil voor Agnes (1979, in samenwerking met zijn broer René Goris)
- De loopgraven van Fifth Avenue (1980)
- Het gordijn zakt, berichten 1978-1980 (1981)
- De stem uit Amerika, een keuze uit de wekelijkse correspondenties uit Amerika van doctor Jan Albert Goris van 1946 tot 1964 (1982)
- Amerika en ik (omnibus) (1984) (Omvattend : De vleespotten van Egypte, een sotternij - Harmagedon, een kroniek van recente jaren - De kroeg van groot verdriet)
- Het boek van Kalina (1984)
- De zomers van mijn jeugd (omnibus) (1984) (inbegrepen: Nostalgie naar het hazegras, Oostende - Telemachus in het dorp. Een verhaal zonder wind of wolken - De boom van goed en kwaad - De perikelen van Bergen op Zoom - Worstelen in Homerische stijl - De tram naar Blaren, 1916 - De oudste zoon)
- Van een paling die niet wilde sterven (1995)

## Varia
De Marnix Gijsenlaan in Hoboken werd naar hem vernoemd.